# フロップニク
「フロップニク」は、日本のロックバンドのPEOPLE 1の楽曲。